# Hovězí porážka
Hovězí porážka je „studiové“ album české undergroundové skupiny The Plastic People of the Universe, nahrané na různých místech v letech 1982-1984 a vydané u Globus International v roce 1997. Na albu se podílel i bratr populárního českého zpěváka Jiřího Schelingera Milan Schelinger. Skladbu „Šel pro krev“ předělala plzeňská metalová skupina Umbrtka na svém EP Jaro nevidět z roku 2011.

## Seznam skladeb
Všechnu hudbu složil Milan Hlavsa. Texty napsali Ivan Wernisch (1, 2, 6, 9), Petr Lampl (3), Petr Placák (4, 7) a Egon Bondy (5, 8)
1. Šel pro krev
2. Prasinec
3. Kanárek
4. Nenávist vola k řeznickýmu psu
5. Petřín
6. Moucha v ranním pivě
7. Bleskem do hlavy
8. Špatná věc
9. Papírový hlavy

## Nahráno
Skladby 1-8 byly nahrány v druhé polovině roku 1983, dům rodičů Jana Brabce, Praha-Zbraslav (základy) a v lednu 1984, byt Josefa Janíčka, Praha-Nové Město. Skladba 9 byla nahrána v březnu 1982, dům rodičů Jana Brabce.

## Sestava
- Milan Hlavsa – baskytara (1-9), kytara (5, 6), zpěv (1, 3-5, 7-9)
- Josef Janíček – klavifon (1-9), syntezátor Korg (3-8), zpěv (1, 2, 5, 8)
- Jiří Kabeš – viola (1-9), zpěv (6, 7)
- Jan Brabec – bicí (1-9), zpěv (7)
- Ladislav Leština – housle (1-9)
- Václav Stádník – basklarinet (1, 3, 4, 7), flétna (2, 5, 6, 8, 9)
- Petr Placák – klarinet (1, 3-7), basklarinet (2)
- Milan Schelinger – kytara (8)
- Vratislav Brabenec – altsaxofon (9)